# Phyllophaga bueta
Phyllophaga bueta är en skalbaggsart som beskrevs av Saylor 1940. Phyllophaga bueta ingår i släktet Phyllophaga och familjen Melolonthidae. Inga underarter finns listade i Catalogue of Life.